# Poesjkinskaja (metrostation Moskou)
Poesjkinskaja (Russisch: Пушкинская uitspraakⓘ) is een station aan de Tagansko-Krasnopresnenskaja-lijn (lijn 7) van de Moskouse metro. Het station is onderdeel van het sluitstuk van lijn 7 onder de binnenstad waarmee de Krasnopresnensko-radius en de Zjdanovsko-radius op 17 december 1975 tot een lijn werden samengevoegd.

## Geschiedenis
De bouw van Poesjkinskaja hangt nauw samen met de ontwikkelingen rond de bouw van de Tverskaja-radius (destijds Gorkovsko-radius), het deel van de huidige Zamoskvoretskaja-lijn (lijn 2) ten noorden van het Rode Plein. In de plannen voor de metro uit 1932 waren twee stations opgenomen tussen het Rode Plein en het Triomfplein (Majakovskaja). Het ene station zou komen bij het kantoor van de Moskouse Sovjet, het andere onder het huidige Poesjkinplein. Het station bij het kantoor van de Moskouse Sovjet, het huidige gemeentehuis, werd geschrapt. In het kader van het Algemeen plan voor de wederopbouw van Moskou werd in 1935 het station Rode Plein vervangen door Sverdlovskaja als onderdeel van het centrale overstappunt van de metro. Het station onder het Poesjkinplein werd in de herziene plannen gehandhaafd als Gorkovskaja maar niet meteen gebouwd. In 1957 werd besloten om de huidige lijnen 6 en 7 te laten kruisen bij het Noginaplein, zodat de route van lijn 7 door de binnenstad ten noorden van het Kremlin naar het westen moest lopen. In 1968 werd het huidige tracé onder de binnenstad vastgelegd en kwam ook een station onder het Poesjkinplein als overstap op lijn 2 in beeld.
Poeskinskaja moest in 1975 worden geopend en het al in 1932 geplande station aan lijn 2, Gorkovskaja, zou alsnog worden gebouwd om de overstap tussen de lijnen mogelijk te maken. Gorkovskaja werd echter pas in de zomer van 1979 geopend en in 1987 werd Tsjechovskaja, aan de in 1971 geplande Serpoechovsko-Timirjazevskaja-lijn, toegevoegd aan het overstappunt onder het Poesjkinplein. Hierdoor ontstond onder het Poesjkinplein een driehoekig knooppunt van lijnen op verschillende dieptes. Van boven naar beneden de Zamoskvoretskaja-lijn, de Tagansko-Krasnopresnenskaja-lijn en de Serpoechovsko-Timirjazevskaja-lijn. Op 8 augustus 2000 vond een aanslag plaats bij de gemeenschappelijke verdeelhal met Tverskaja waarbij 13 doden en 118 gewonden vielen.

## Aanleg
Bij het ontwerpen van het sluitstuk van de lijn tussen Barrikadnaja en Taganskaja stuitten de architecten en bouwers op verschillende moeilijke geologische en technische omstandigheden. Voor de aanleg werden nieuwe bouwmethodes ontwikkeld. Zo werd voor de stations gebruik gemaakt van nieuwe tunnelbeplating (type 85LP) waarmee 950 ton gietijzer werd bespaard en ook de arbeidskosten terugliepen. Voor de tunnelbuizen werden de BOM-1 booreenheid, geprefabriceerde tunnelelementen en automatische afbouwmachines als nieuwe technieken ingezet. Door deze nieuwe technieken werd de bouw in twee jaar in plaats van twee en een half jaar voltooid. Voor de tunnel van Koeznetski Most naar Poesjkinskaja werd een experimenteel boorschild ingezet, dit werd echter na 50 meter tunnel vervangen door een gebruikelijk schild omdat de resultaten tegenvielen. Station Noginaplein werd meteen gebouwd als overstapstation tussen twee nieuwe lijnen, maar de andere twee moesten aansluiten op bestaande lijnen waarbij bij Poesjkinskaja voor de overstappers zelfs nog een station in de bestaande Zamoskvoretskaja-lijn moest worden ingevoegd. Het ontwerp van het kolommenstation werd aangepast ten opzichte van Noginaplein. Zo werd de middenhal hoger gemaakt en de afstand tussen de kolommen vergroot. Door schachtringen met een diameter van 9,5 meter te gebruiken kon de middenhal met 1,6 meter worden worden verhoogd en 1,5 meter worden verbreed om meer ruimte voor reizigers te creëren. Voor de beide stations werd een gemeenschappelijke verdeelhal onder de westkant van het plein gebouwd en vanaf het midden van Poesjkinskaja werd een verbindingstunnel tot onder de tunnelbuizen van de Zamoskvoretskaja-lijn gebouwd. Door deze verbindingstunnel kunnen de reizigers sinds 20 juli 1979 overstappen tussen beide lijnen. Op 31 december 1987 kwam Tsjechovskaja gereed dat vanaf het zuideinde met roltrappen verbonden is met het perron van Poesjkinskaja. Tijdens de bouw van Gorkovskaja en de verbindingstunnel werden door de medewerkers van Metrostroi diverse archeologische vondsten gedaan zoals munten, kandelaars van aardewerk en andere voorwerpen uit de 18e eeuw.

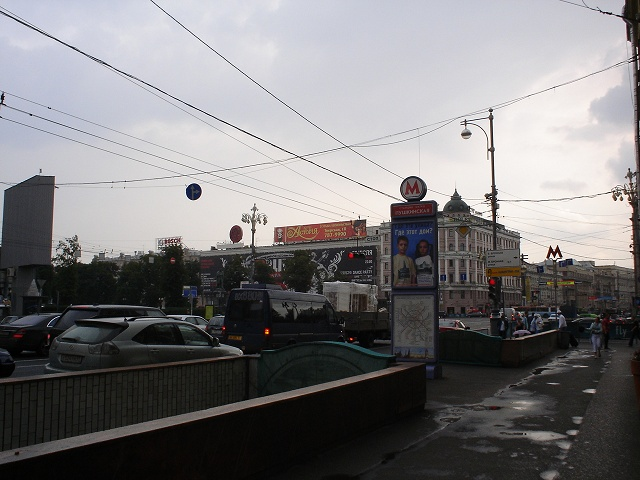
De toegang
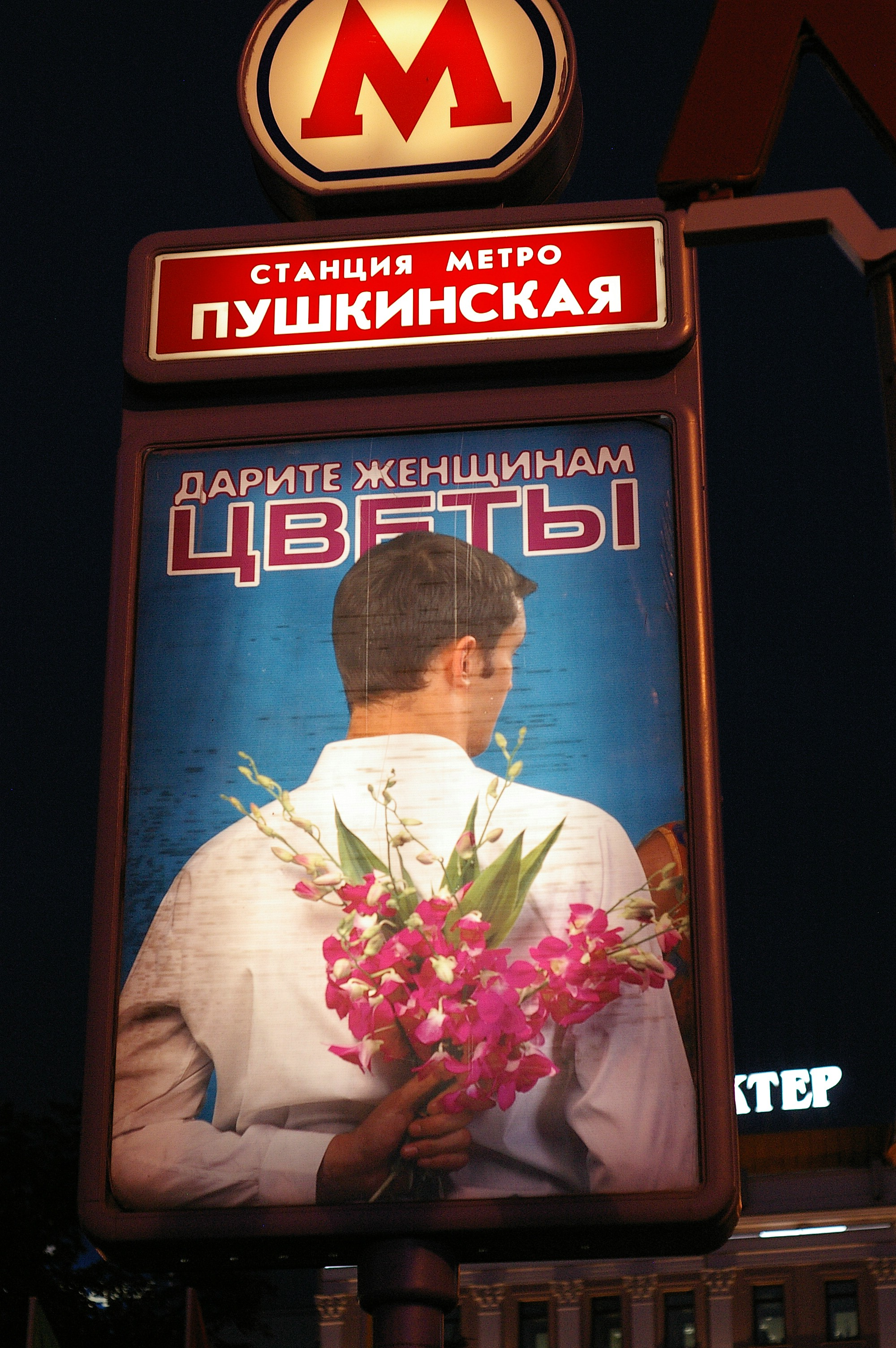
De stationsnaam boven een reclamebord bij de ingang
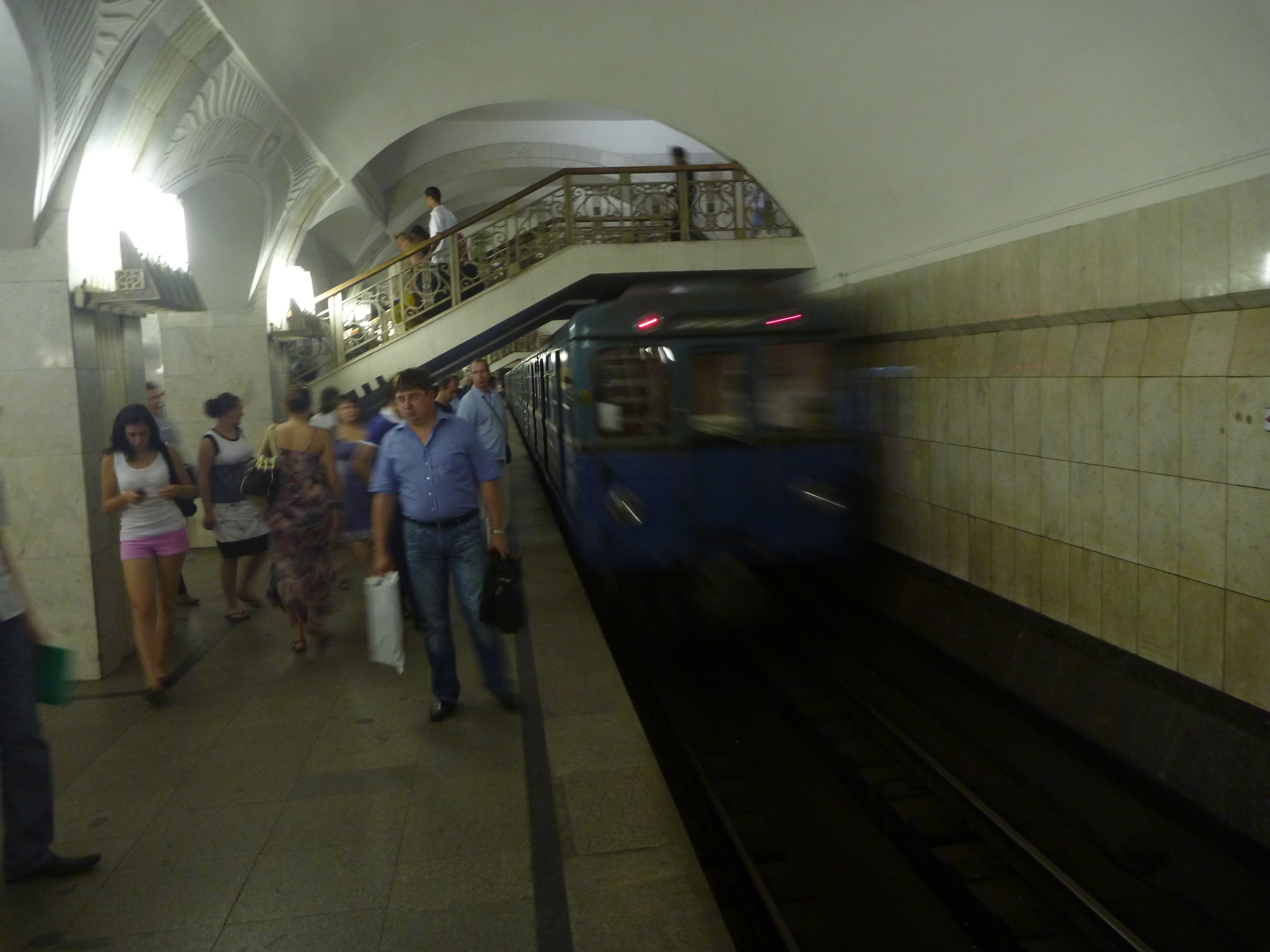
De brug voor de overstappers tussen Poesjkinskaja en Tverskaja

## Ontwerp en inrichting

### Verdeelhallen
Het station kent twee ondergrondse verdeelhallen, de westelijke wordt gezamenlijk gebruikt met Tverskaja en de oostelijke wordt gedeeld met Tsjechovskaja. De westelijke verdeelhal kent twee rechthoekige ruimtes die van elkaar worden gescheiden door de loketten en de poortjes. Aan de noordkant kan via een roltrap de kelder van uitgeverij Izvestia en de voetgangerstunnel onder het Poesjkinplein worden bereikt terwijl aan de westkant een ondergrondse toegang tot de Tverpassage met winkels bestaat.
De beide delen van de verdeelhal hebben lage plafonds waarbij de dragende balken zichtbaar zijn. Het plafond wordt aan de straatzijde door vierkante zuilen en in de dwarsgang door ronde zuilen ondersteund. De verdeelhal is helemaal afgewerkt met lichtgrijs marmer en de vloer bestaat uit grijze stenen in verschillende tinten. De doorgang naar de Tverskoj passage is bekleed met geeloranje getint marmer. De oostelijke verdeelhal ligt naast het muziektheater onder de Stratsnoi Boelvar aan de oostkant van het plein. Hier is sprake van een grote rechthoekige ruimte met een verlaagd plafond met kleine vierkante armaturen voor de verlichting. Drie rechthoekige kolommen ondersteunen het plafond van de hal die is afgewerkt met gagzanmarmer. De verdeelhal is verbonden met vier toegangen, twee aan elke kant van de Stratsnoi Boelvar, en met een voetgangerstunnel richting het Poesjkinplein.

### Perron
Toen het tracé werd vastgesteld in 1968 werd tevens besloten om voor het eerst sinds Komsomolskaja uit 1952 weer kolommenstations te bouwen, waarmee een eind kwam aan het versoberingsbeleid van Nikita Chroesjtsjov. Poesjkinskaja, met 51 meter het diepste station van de Tagansko-Krasnopresnenskaja-lijn, is gebouwd als kolommenstation met een middenhal van 8,2 meter breed en 6,25 meter hoog, terwijl de doorgangen tussen de kolommen 5,25 meter breed zijn. Door de kolommen bovenaan mee te buigen met de plafonds zijn twee elegante rijen arcades langs de buitenkant van de middenhal gerealiseerd. De bogen tussen de kolommen zijn bovenaan versierd met friezen met reliëfs van palmtakken en rozetten. De groeven in de kolommen benadrukken volgens de architecten de visuele harmonie. De monotonie wordt onderbroken door de twee dubbele trappen naar de overstapstunnels naar de twee andere lijnen onder het Poesjkinplein. Het geheel is intworpen in het wit en wordt verlicht met kroonluchters in de middelhal en wandlampen langs de sporen. Kunstenaar V.A. Boebnov ontwierp kroonluchters met twee etages gestileerde kaarsen, 10 in de bovenste en 18 in de onderste ring. De wandlampen aan de spoorzijde zijn gemaakt in de vorm van een kandelaar met vier gestileerde kaarsen. De vloer van het perron bestaat uit aktaoe-graniet en de kolommen, muren en tunnelwanden zijn bekleed met koelgamarmer. Poesjkin wordt door acht koperen platen, vier aan iedere kant, op de tunnelwanden verëerd;
- Twee afbeeldingen van locaties in Moskou
- Sint-Petersburg
- Het Tsarskoje Selo-lyceum waar Poesjkin leerling was
- Michaïlovskoje het landgoed van de familie Poesjkin
- Het graf van Poesjkin bij het Svjatogorskiklooster
- Twee met poëtische werken van Poesjkin

Elk van de platen is voorzien van citaten uit de werken van Poesjkin. Poesjkin zelf is te vinden in de tussenverdieping als bronzen borstbeeld op een zuil van wit marmer vervaardigd door beeldhouwer M.A. Sjmakov naar het voorbeeld van het schilderij van O.A. Kiprenski.

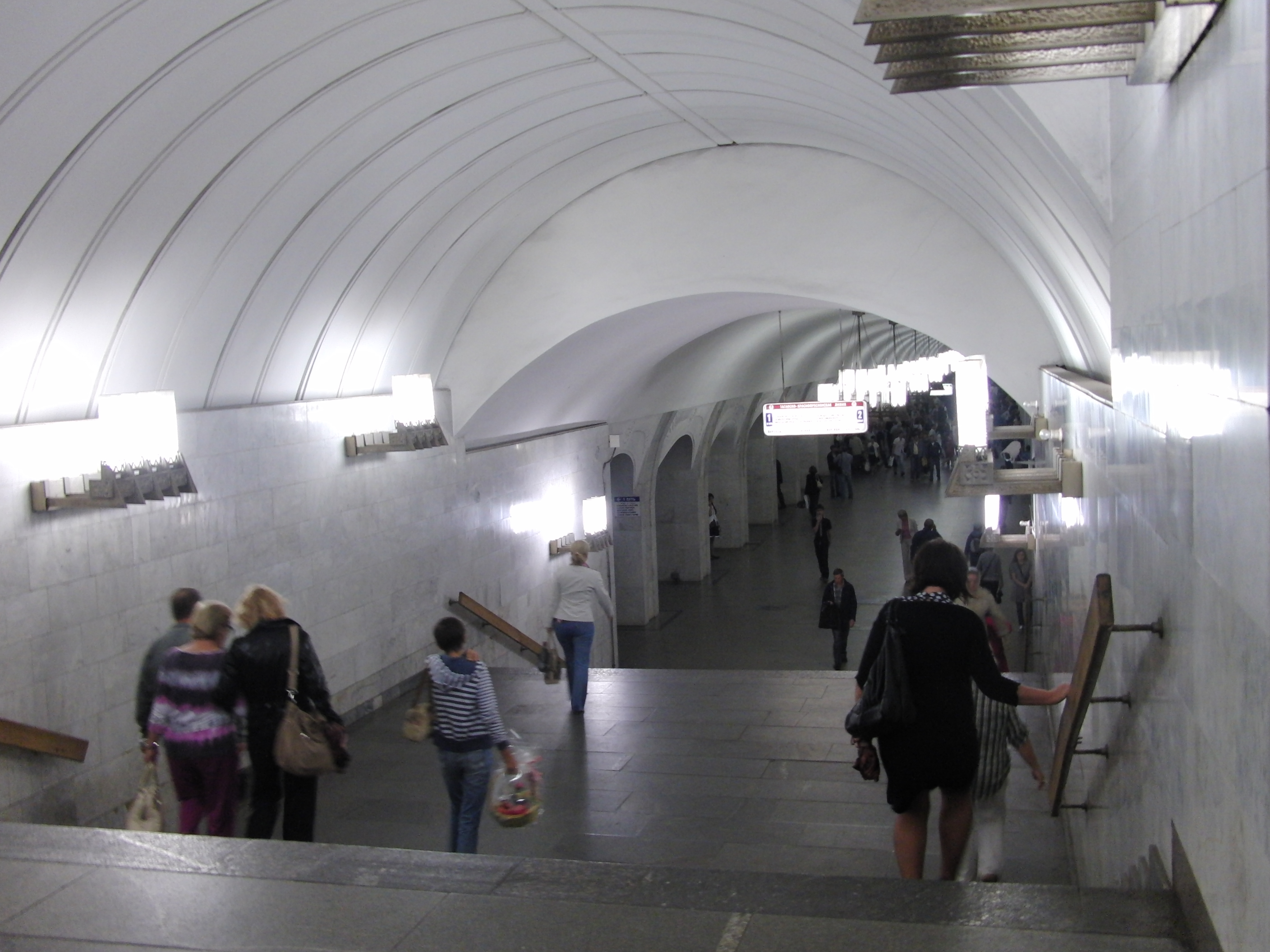
De trappen aan de oostzijde van het perron
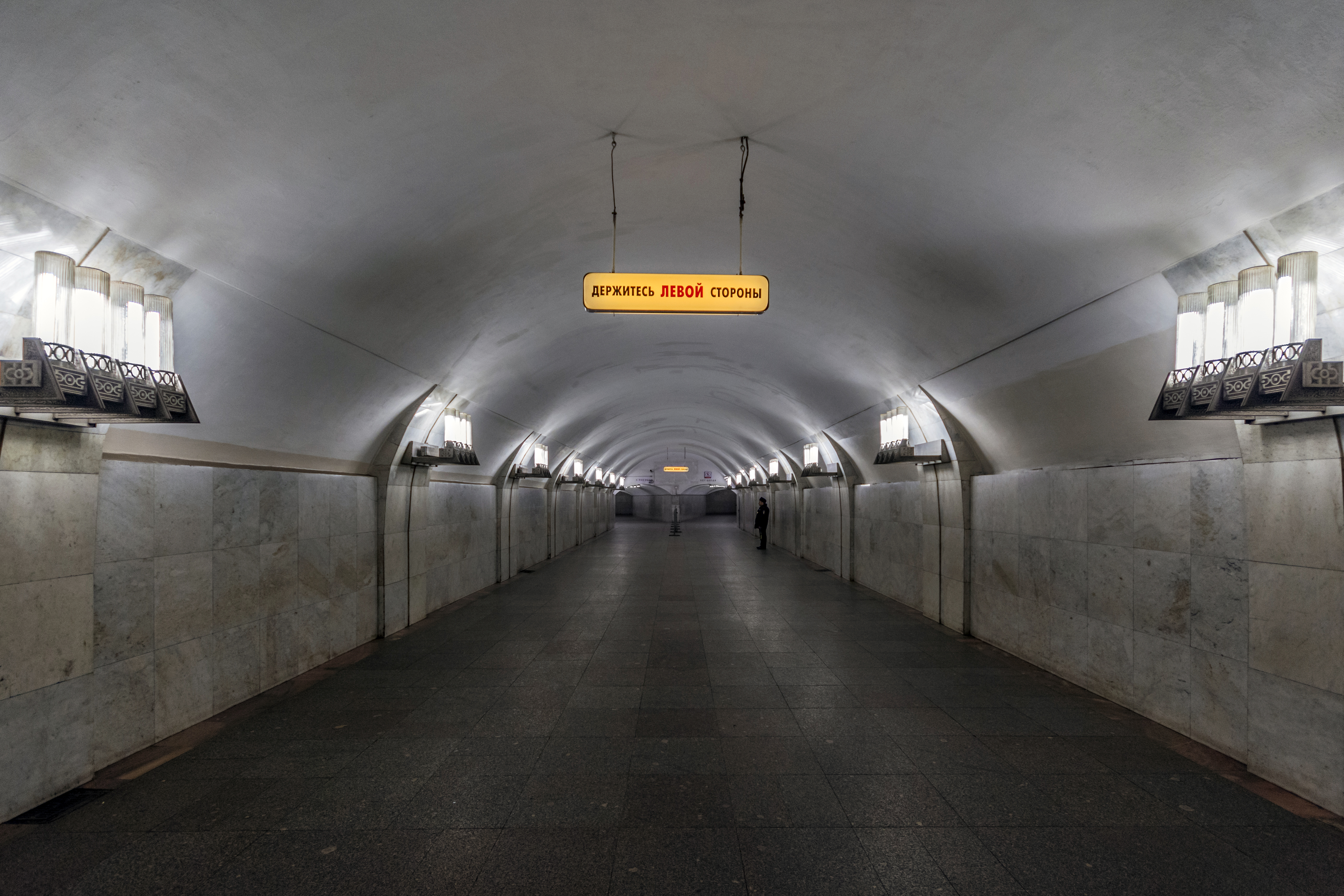
De verbindingsgang naar Tverskaja

### Overstappers
Het vervoersknooppunt onder het Poesjkinplein bestond tot 1991 uit drie stations die naar schrijvers en dichters waren genoemd. De combinatie van Aleksandr Poesjkin, Maksim Gorki en Anton Tsjechov had een grote symbolische waarde maar toen de Gorkistraat werd omgedoopt werd ook Gorkovskaja omgedoopt in Tverskaja. Vanaf de westelijke helft van het perron loopt een trap naar twee bruggen over het spoor richting Kotelniki. De bruggen komen uit in de overstaptunnel naar Tverskaja, die is ingericht in dezelfde stijl als Poesjkinskaja, waaronder de wandverlichting. Aan de kant van Tverskaja kunnen de reizigers met roltrappen het perron daar bereiken. De overstap naar Tsjechovskaja kan op twee manieren. De eerste is via een trap naar twee bruggen over het spoor richting Kotelniki die uitkomen in een grote rechthoekige hal die met een roltrap naar een vergelijkbare hal bij Tsjechovskaja is verbonden alwaar het perron via een brug en trap kan worden bereikt. Ook deze route is in de stijl van Poesjkinskaja uitgevoerd. De andere route loopt via de oostelijke trap naar de verbinding tussen de gemeenschappelijke verdeelhal van Poesjkinskaja en Tsjechovskaja en de biede perrons. De reizigers kunnen hier naar boven naar de verdeelhal en naar beneden naar Tsjechovskaja.

## Reizigersverkeer
Poesjkinskaja is een van de drukste station van de Moskouse metro met, volgens een telling uit 1999, ongeveer 400.000 reizigers per dag. Hiervan zijn er 170.000 overstappers van en naar Tverskaja en 212.000 van en naar Tsjechovskaja, 87.800 gingen het station in en uit via de verdeelhallen. De westelijke verdeelhal opent 's morgens om 5:35 uur en is tot 1:00 uur 's nachts geopend voor het publiek. De oostelijke verdeelhal opent om 6:30 uur 's morgens en sluit om 22:30 uur 's avonds. De eerste metro naar Koeznetski Most vertrekt op even dagen om 5:46 uur en op oneven dagen om 5:54 uur. In westelijke richting wordt op even werkdagen om 6:00 uur en op oneven werkdagen om 5:57 uur begonnen met de dienst, in het weekeinde is het 1 minuut later. Naast de metro zijn er drie locaties rond het Poesjkinplein met bushaltes. Aan de zuidkant van het plein zijn de haltes van lijn A en lijn 15, aan de Tverskajastraat ten noorden van het plein stoppen de lijnen m1 101 904 en H1 en aan de Tverskajastraat ten zuiden van het plein stopt lijn m10

## Metro 2033
In de roman Metro 2033 van Dmitri Gloechovski heet Poesjkinskaja is het station het hoofdkwartier van het Vierde Rijk waar Russische nationalisten samenkomen. In het derde deel van de triologie, Metro 2035, heet het station inmiddels Sjillerskaja.